# А-135
А-135 е руска система за противоракетна отбрана (ракетен щит), предназначена да защитава Москва и околните промишлени райони, макар обсегът на радарите и ракетите да позволява защитата на по-големи площи (включващи голяма част от площта на европейска Русия). Разработката ѝ започва през 1971. А-135 започва работа през 1995 година и замества по-старата А-35.

## Компоненти
Системата се състои от следните елементи:
- два бистатични фазировани радара тип Дарял за ранно предупреждение край Печора, Русия и един край Кабала, Азербайджан (40°52′14.6″ с. ш. 47°48′09.6″ и. д. / 40.870722° с. ш. 47.802667° и. д.). Съществуват и други такива радарни станции, но те не са част от А-135.
- допълнителни радарни станции „Днепър“, „Днестър“, „Даугава“ със среден обсег в Мишелевка, Оленогорск, и други градове.
- радар с голям обсег тип Дон-2Н край Софрино, Московска област. (56°10′30″ с. ш. 37°45′54″ и. д. / 56.175° с. ш. 37.765° и. д.)
- 32 далекобойни екзоатмосферни ракети 51Т6 Азов с конвенционална бойна глава (16 000 осколъчни елемента) и обсег до 350 км. Първоначално бойните глави са термоядрени, с мощност 1 мегатон (подобно на Галош А-350, но бързо са заменени с конвенционални заради опасността от радиоактивно замърсяване и електромагнитно влияние от експлозията. Четири площадки с 8 ракети всяка. (56°14′55.4″ с. ш. 38°35′13.18″ и. д. / 56.248722° с. ш. 38.586994° и. д. и 55°20′49.7″ с. ш. 36°28′59.08″ и. д. / 55.347139° с. ш. 36.483078° и. д.)
- 68 ракети с малък обсег 53Т6 Амур. Бързоускоряващи ендоатмосферни прехващачи, бойна глава – конвенционална или ядрена, с мощност 10 килотона.
- команден център в Солнечногорск, снабден със суперкомпютър Елбрус-2. Центърът е защитен срещу всички ефекти от близка ядрена детонация.

## Употреба
В случай на нападение с ядрени ракети далекобойните 51Т6 са първите, които биха били изстреляни. Голямата им мощност и огромният брой осколъчни елементи от волфрамов карбид биха унищожили напълно вражеска ракета дори при неточно попадение. В случай, че прихващането на бойна глава на голяма височина се окаже неуспешно, ракетите с малък обсег биха унищожили всички проникнали на по-малка височина бойни глави. Системата се счита за неефективна срещу ракети с повече от една бойна глава, каквито са част от американските, но би била ефективна за защита от страни с малко на брой ядрени бойни глави и ракети, като Китай, Великобритания, Франция, Индия, Пакистан, Израел и Северна Корея. А-135 осигурява отлична защита на Москва и околните райони в случаи на изстреляни ракети с единична бойна глава от враждебни нации или от подводници, отказващи да изпълняват заповеди на техните главнокомандващи. До 2003 ракетите 51Т6 са изведени от употреба, след като срока им на експлоатация изтича. Година по-късно на полигона Саришаган в Казахстан е тествана нова ракета за ПРО, която ще замени изтеглените от употреба „Азов“.